# Asclepius (boek)
De Asclepius (ook bekend als De volmaakte leer, Grieks: Logos teleios) is een hermetische tekst uit het Romeinse Egypte van de late oudheid die werd toegeschreven aan Hermes Trismegistus, een legendarische wijsgeer. Asclepius is de meest omvangrijke tekst van de hermetische literatuur en behoort samen met het Corpus Hermeticum tot de belangrijkste werken van de hermetica. Het doel van deze hermetica is om gnosis, goddelijke kennis, te verkrijgen en zo verlossing te vinden
Vanaf het midden van  de twintigste eeuw werd een scherp onderscheid gemaakt tussen de zogeheten filosofische hermetica en de technische hermetica die handelen over de inzet van astrologie, magie en alchemie. De tekst van  Asclepius  werd dan gerekend tot de filosofische hermetica, waarin Griekse, filosofische noties voorkomen naast religieuze beschouwingen die joodse, gnostische en traditioneel Egyptische elementen vertonen. 
Die scherpe scheiding wordt vanaf eind twintigste eeuw verworpen. Er wordt nog wel een zeker onderscheid gemaakt, maar de twee begrippen kunnen niet gescheiden worden. Dat is gebeurd op basis van het inzicht dat bijvoorbeeld magische bezweringen en  theurgische riten ook in filosofische teksten wel degelijk een rol spelen. Ook in de   Asclepius  is dat het geval. Theurgie is een vorm van magie waarbij het gaat om bezwering ofwel het beheersen en aanwenden van het goddelijke ten bate van de mens. Het kennen van de magische namen van de goddelijke krachten is essentieel voor het verheven kunnen worden naar de goddelijke wereld en uiteindelijk de verlossing. 
In tegenstelling tot andere hermetische teksten, was de Asclepius wel bekend in de West-Europese middeleeuwen. Het werk was dan ook vertaald in het Latijn. Van het Griekse origineel zijn maar twee fragmenten bewaard gebleven, maar tien hoofdstukken van het werk zijn bewaard in een Koptische versie, die deel uitmaakte van de vondst van de Nag Hammadigeschriften in 1945.

## Het boek

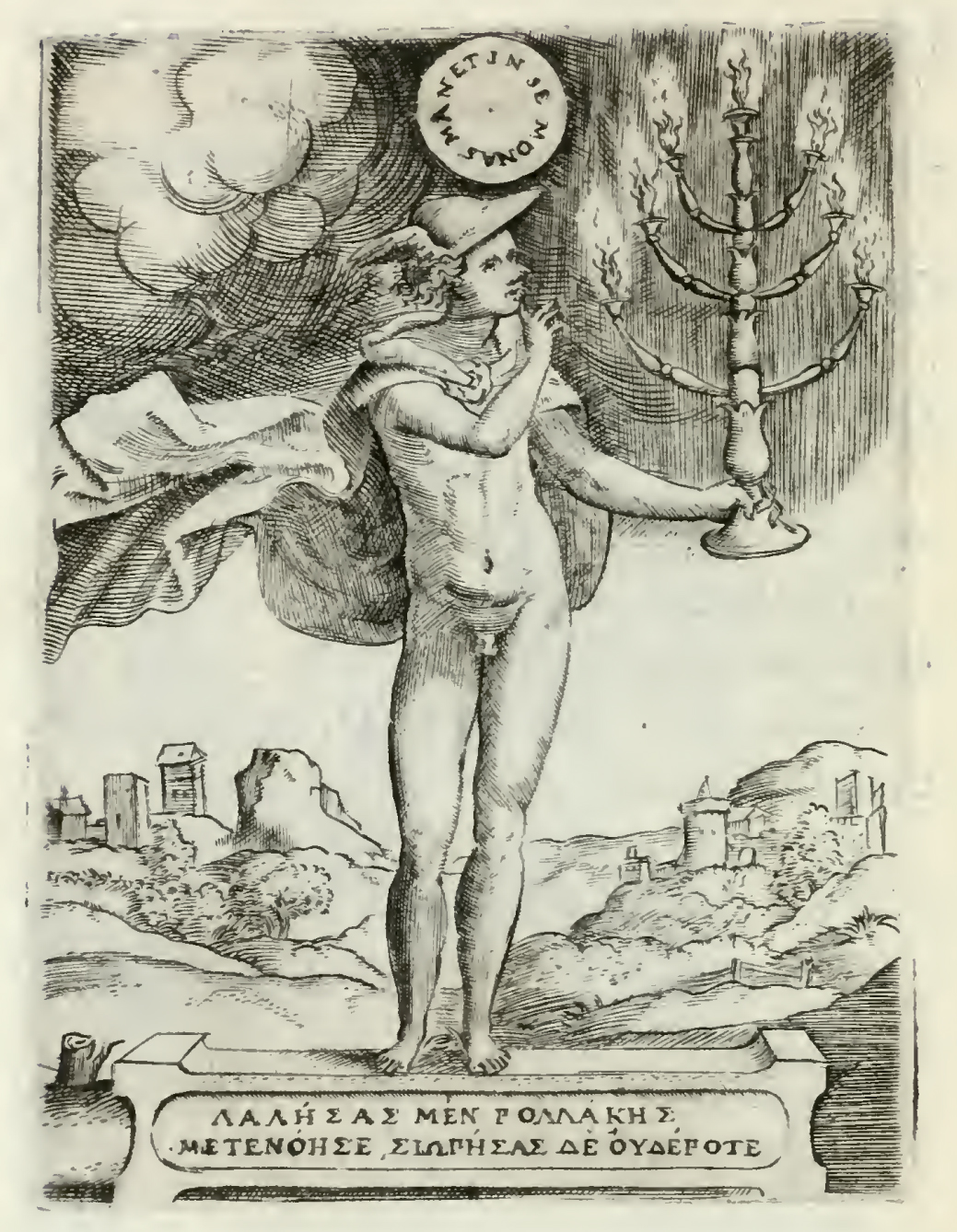
Hermes als Harpocrates, de God van mystieke stilte, die zielen na de reïncarnatie begeleidt. Achille Bocchi.1574

Het boek heeft  geen echte structuur. De besproken onderwerpen hebben weinig onderlinge samenhang en een verhaal of verhandeling wordt vaak onderbroken door steeds nieuw geïntroduceerde elementen. De auteur heeft duidelijk de bedoeling het verhaal te situeren in de Egyptische oudheid. Het heeft de vorm van een gesprek in het heiligste deel van een Egyptische tempel tussen vier mannen, Hermes Trismegistus, Asclepius, Tat en Ammon. Een groot deel van het werk is een dialoog tussen Hermes en Asclepius.   
Het viertal wordt als mensen voorgesteld, maar is gebaseerd op goden. Met Hermes Trismegistus wordt feitelijk de Egyptische god Thoth bedoeld. Voor Grieken in het hellenistische Egypte was er sprake van een syncretisme tussen Thoth en de Griekse god Hermes. Beiden waren goden van onder meer de schrijfkunst en de magie. Tat is een andere naam voor Thoth, maar is in het boek de naam van Thoths zoon. Ammon is de Egyptische god Amon-Ra en Asclepius (in het Grieks Asklepios) is eigenlijk Imhotep in zijn kwaliteit als arts. Imhotep werd na zijn dood (ca. 2600 v. Chr.) vergoddelijkt. In het hellenistische Egypte waren de cultussen rond Asclepius en Imhotep voor een belangrijk deel samengebracht. Beide waren goden van de geneeskunde. De verering voor hen viel echter niet geheel samen, omdat bij Imhotep geneeskunde slechts een van zijn kwaliteiten was. 
Gelijk aan het begin onthult Hermes aan Asclepius een fundamenteel hermetisch idee: Een is het Al, het Al is uit de Ene. Daarna volgt een bespreking van de structuur van het universum, de positie van goden en demonen en vooral die van de mens. In dat deel staat ook de bekendste verklaring van de Asclepius, De mens is een verbazingwekkend wonder, een levend wezen waard om geëerd en aanbeden te worden. In het boek wordt duidelijk, dat niet alle mensen gelijk zijn, en de verklaring is alleen van toepassing op mensen die ontvankelijk zijn voor wat wordt geleerd en die 'de geest' hebben. Na de dood komen die mensen tot hun ware zelf en zullen ze eeuwig voortleven. Anderen krijgen een nieuwe kans door reïncarnatie. 
Hierna volgt een uiteenzetting over God, de materie, de Geest die het Al doordringt en het kwade. Er volgt dan een weeklacht over de vernietiging van Egypte. Vervolgens komen een aantal uitspraken over de Eeuwigheid die als een tweede god wordt voorgesteld alsmede over het Niets. In volgende hoofdstukken staat de uitspraak dat naast God ook de mensen in staat zijn goden te creëren.
Aan het eind van de Latijnse versie van de Asclepius is een tekst die bekend staat als het Dankgebed. Een Koptische versie van deze tekst maakte ook deel van de vondst van de Nag Hammadigeschriften in 1945. Een Griekse versie is bewaard gebleven als onderdeel van de magische Papyrus Mimaut. Op het vakgebied is er consensus dat de tekst van Dankgebed van een oudere datum is dan van de Asclepius en pas later toegevoegd moet zijn. Het wordt op het vakgebied ook als een aparte tekst gezien. 

## De literaire geschiedenis van de tekst
Er is consensus in het vakgebied, dat de tekst door een onbekende auteur moet zijn geschreven tussen 100 en 300. Enkele onderzoekers preciseren dat tot de tweede helft van de derde eeuw. Een deel van hen baseert dat op een fragment uit de hoofdstukken 26-28, de Weeklacht over de ondergang van Egypte. Daarin profeteert Hermes dat er een tijd zal komen, dat  Alle goden zullen daarbij Egypte verlaten en terugkeren naar de hemel. …..Dan zullen vreemdelingen Egypte binnenvallen en over haar gaan heersen. In Egypte zal het Egyptenaren verboden worden om God te vereren; zij krijgen daarvoor de strengste straf als zij op hun vroomheid betrapt worden. 
De interpretatie is dan dat Hermes hiermee de bezetting van Egypte door het Palmyreense Rijk (260-273) zou hebben bedoeld. Eind twintigste eeuw verwerpen de meeste onderzoekers die interpretatie echter. De gedachte dat vreemdelingen Egypte zullen bezetten en de traditionele religie zullen vernietigen is wijdverbreid in oud-Egyptische, profetische en apocalyptische teksten, zoals het Orakel van de Pottenbakker en de Profetie van Neferti. Dat houdt een mogelijke datering van tweede helft derde eeuw overigens nog altijd open. 
Lactantius (ca. 250-320) was de eerste bekende schrijver die het werk vermeldde in zijn Divinae Institutiones (Goddelijke onderwijzingen). Het is duidelijk, dat Lactantius zijn opmerkingen maakt op basis van de Griekse tekst. Hij citeert een stuk waarin sprake is van de schepping van een tweede god en interpreteert dat op een christelijke wijze, waarbij hij refereert aan de Vader en de Zoon. Die passage werd later door Quodvultdeus (overleden ca. 453), een bisschop van Carthago, vertaald in het Latijn in zijn Adversus quinque haereses (Tegen vijf ketterijen). Die passage werd de meest geciteerde hermetische tekst in middeleeuwse theologische literatuur, ook omdat Augustinus die vermeldde. 

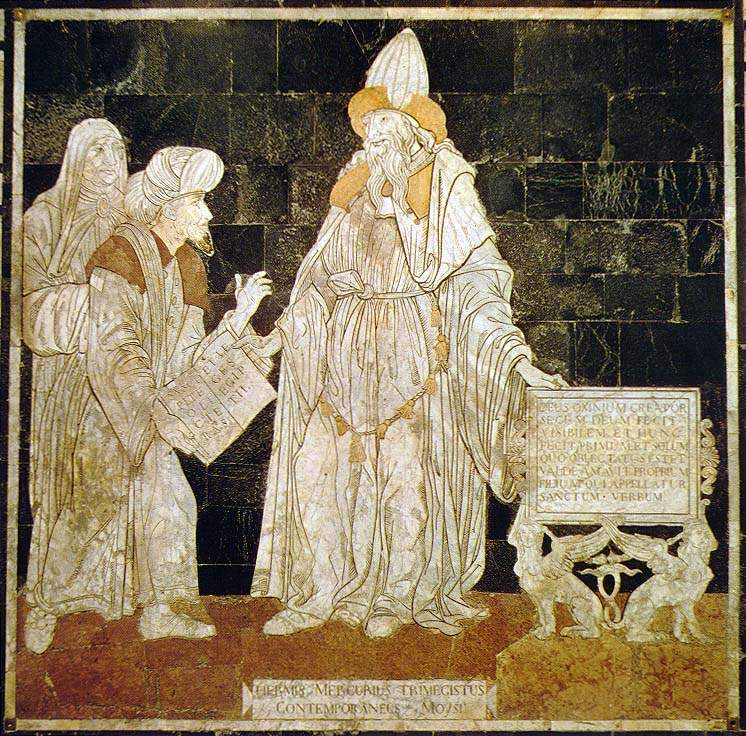
Het mozaïek in de kathedraal van Siena. Hermes Trismegistus als tijdgenoot van Mozes. Hermis Mercurius Trismegistus contemporaneus Moysi(De man met de tulband). De aanname is, dat de man achter Mozes Plato moet voorstellen

Omstreeks 350 werd een Latijnse vertaling van de complete Asclepius gemaakt. Het is die vertaling, waar Augustinus (354- 430) in zijn De civitate Dei (Over de stad Gods) uitvoerig op ingaat. In de Asclepius zegt Hermes Trismegistus dat sommige goden door God zijn gemaakt, maar andere goden door de mensen, die 'geesten in standbeelden hebben gelokt'. Augustinus interpreteerde de hoofdstukken over de Weeklacht over de ondergang van Egypte zo, dat Hermes het christendom voorspelde, dat de heidense mens zal bevrijden van de goden die hij heeft gemaakt. Augustinus maakt een gecompliceerde genealogische berekening en stelt op basis hiervan dat Hermes filosofie onderwees in Egypte in een periode na de aartsvaders, maar voor de Griekse filosofen. Hij situeert Hermes in een tijd even na Mozes en betoogt hiermee, dat Plato's denken en de Griekse filosofie een vorm van plagiaat is van de Egyptische wijsheid, en dat iedere gelijkenis tussen Hermes en de boeken van Mozes toevallig moet zijn. 
De civitate Dei was een van de meest gelezen werken in de middeleeuwen, en het idee dat Hermes Trismegistus min of meer een tijdgenoot van Mozes moest zijn heeft lang standgehouden. Het nu befaamde mozaïek in de kathedraal van Siena waar Hermes als tijdgenoot van Mozes wordt afgebeeld dateert uit eind vijftiende eeuw. 
Aan het eind van de oudheid werden een groot aantal Latijnse teksten die op boekrollen stonden op codex gezet, de vorm met ingenaaide katernen. De tekst van de Asclepius belandde in banden met de werken van Apuleius (123-125). Dat leidde tot de verkeerde conclusie dat Apuleius verantwoordelijk was voor de Latijnse vertaling.
Na Augustinus dateren de eerste citaten uit de Asclepius in de Europese literatuur pas weer uit de elfde eeuw. Dat is in een commentaar van Adelbold II, bisschop van Utrecht tussen 1010 en 1026, op een gedicht van Boëthius ( 480-525) in zijn Consolatio Philosophiae (Vertroosting der Wijsbegeerte). Hij vergelijkt het gedicht met een stuk uit de Asclepius en komt tot de conclusie dat Hermes (en Plato) de essentie van het christendom vermoedden, maar dat 'de innerlijke betekenis niet tot hen is doorgedrongen, omdat zij de kracht van het gloeiende geloof daarvoor niet hadden'.
Uit vermoedelijk de elfde eeuw dateert een werk van een anonieme auteur met de titel Liber XXIV philosophorum (Boek der XXIV Wijsgeren). Het boek werd aan Hermes Trismegistus toegeschreven en is een verhaal over een bijeenkomst van vierentwintig filosofen, en onder andere de vraag stelden: 'Wat is God?' De aanwezigen besloten op een later tijdstip opnieuw bijeen te komen en daar een eigen definitie van God te geven. Het resultaat was vierentwintig verschillende definities. Een aantal definities heeft raakvlakken met  teksten in de Asclepius, zoals 'God is een oneindige bol, waarvan het middelpunt overal is, de omtrek echter nergens'. Het Boek der XXIV Wijsgeren raakte later in de vergetelheid tot het in 1884 door Friedrich Denifle werd herontdekt. In zijn werk Tegen de ketters citeert Alanus van Rijsel (ca. 1120- 1202)  uitvoerig uit de Asclepius en in een vroeger werk Sermo de sphaera intellegibili uit het Boek der XXIV Wijsgeren.
Nicolaas van Cusa (1401-1464) ontwikkelde begrippen waarvoor hij zich beriep op de Asclepius, zoals de coincidentia oppositorum, het overeenkomen van tegengestelde zaken in een oneindig ver punt, te weten God, en de geleerde onwetendheid (in De docta ignorantia, 1440). Met dit laatste concept betoogde hij dat de menselijke kennis van God het slechts mogelijk maakt om van God te zeggen wat hij niet is. 

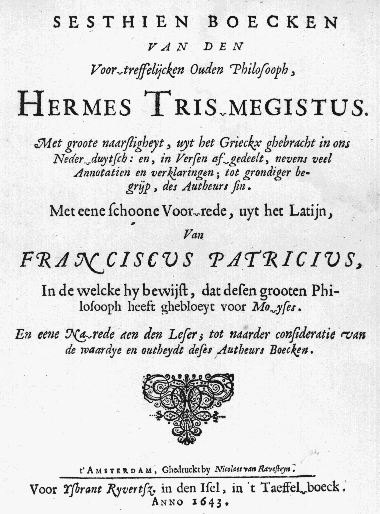
Titelblad van de Nederlandse uitgave van het Corpus Hermeticum uit 1643

De overtuiging dat Hermes in een zeer oud Egyptisch verleden leefde en dat werken als Asclepius dus minimaal van voor de tijd van Plato moesten dateren bleef tot in de zeventiende eeuw algemeen aanvaard. Het was Isaac Casaubon (1559-1614) die afrekende met het idee van de oude datering van de hermetica. Casaubon voerde een polemiek met kardinaal Caesar Baronius. De stelling van Baronius was, dat er prechristelijke heidense profeten, zoals Hermus Trismegistus, geweest waren die de komst van Christus hadden voorspeld. Casaubon voerde hiertegen aan dat het Corpus Hermeticum volstrekt onbekend was bij prechristelijke auteurs. Het kon ook onmogelijk door Hermes geschreven zijn, omdat het onvoorstelbaar zou zijn dat God de komst van Christus aan een heiden zou onthullen voordat God de Wet aan Mozes had gegeven. Tot slot stelde Casaubon dat de hermetische geschriften geen doctrines uit Egypte bevatten, maar ideeën die gedeeltelijk van Plato en de platonisten afkomstig waren alsmede ontleend aan christelijke bronnen. Casaubon wist zijn argumenten met zoveel overtuiging te formuleren, dat zijn standpunt algemeen geaccepteerd werd. Na hem werd ervan uitgegaan, dat de hermetische teksten dateren van de eerst eeuwen van onze jaartelling.
In de eeuwen daarna was de belangstelling in Europa voor het Corpus Hermeticum groter dan voor Asclepius, mede omdat er in 1463 voor het eerst een Latijnse vertaling was uitgegeven.  
De gedachte dat de tekst van de Asclepius vooral en zelfs uitsluitend gebaseerd is op de traditie van de Griekse filosofie werd tot het midden van de twintigste eeuw vernomen. In een nieuwe vertaling uit 1946 werd dat standpunt nog ingenomen door André-Jean Festugière.

## Moderne inzichten
Onderdeel van de vondst van de Nag Hammadigeschriften in 1945 was een Koptische vertaling van tien hoofdstukken van de Asclepius, alsmede een tot dan toe volstrekt onbekend werk, de Inwijding in de achtste en negende sfeer. Dat is een tekst die duidelijk bedoeld is om reeds gevorderden in te wijden in de hoogste stadia van de heidense gnosis. Dat leidde tot het inzicht dat de tekst van de Asclepius hetzelfde beoogde, maar was bedoeld voor wat minder gevorderde personen.
In 1978 publiceerde Jean-Pierre Mahé zijn Hermès en Haute-Égypte. Dat werk betekende een doorbraak in de wetenschappelijke benadering. De Koptische vertaling bleek de oorspronkelijk Griekse tekst veel dichter te benaderen dan de Latijnse vertaling. Er kon worden vastgesteld, dat de auteur van de Latijnse vertaling op een aantal punten onzorgvuldig was geweest en op eigen gezag teksten had toegevoegd en weggelaten. De vertaler oefende een zekere mate van censuur uit in bijvoorbeeld de beschrijving van de geslachtsdaad, omdat hij die kennelijk te realistisch vond beschreven in de Griekse tekst. Meer algemeen is de Latijnse vertaling vaak moeilijk te volgen, met uitdrukkingen die ook in de vierde eeuw al zeer archaïsch waren.  
In 1982 verscheen een vervolg op het eerste werk van Mahé, Hermès en Haute-Égypte II. Daarin was een Franse vertaling van de Aforismen van Hermes van Hermes Trismegistus gericht tot Asclepius. Dat was gebaseerd op een Armeense vertaling uit de zesde eeuw van het oorspronkelijke Griekse werk. Een eerste moderne uitgave van dat tot dan toe onbekende werk was in 1956 in het Armeens en Russisch. Enige tijd later werd in de Bodleian Library eveneens deze tekst in het Armeens gevonden. Het werk is een verzameling losse uitspraken en korte spreuken. Het is de oudste bekende tekst van de hermetische literatuur en stamt mogelijk uit de eerste eeuw v. Chr. Het kan in ieder geval niet later dan de eerste eeuw n. Chr. worden gedateerd. De Asclepius is voor een belangrijk deel een verhandeling op basis van die spreuken, en bevat net zoals het Corpus Hermeticum ook materiaal dat vrijwel letterlijk is overgenomen uit de Aforismen.  
De auteur van de Asclepius moet daarnaast een deel van de werken van de Griekse filosofie gelezen hebben, alsmede de Septuagint, de Griekse vertaling van de Hebreeuwse Bijbel. Er is ook sprake van hellenistische en joodse invloed. Een andere, eenentwintigste-eeuwse bevinding is dat de Asclepius geen christelijke invloed vertoont. De belangrijkste conclusie op het vakgebied was echter, dat de invloed van de Egyptische religie op de Asclepius en hermetica in het algemeen aanzienlijk groter was dan voorheen werd aangenomen. De tekst van de Asclepius vertoont ondanks de late datering een grote mate van continuïteit met de cultuur van faraonisch Egypte. 
Geschriften zoals de Asclepius moeten zijn ontstaan binnen een kring personen in Alexandrië: hermetici. Het hermetisme was een mysteriecultus te vergelijken met de Isiscultus in het Oude Egypte. De hermetici namen onder leiding van een meester kennis van de inhoud van hermetische geschriften om te werken aan hun individuele vorming en ontwikkeling. Zij dienden meerdere graden van inzicht te hebben doorlopen voor zij het niveau bereikten voor de echte ervaring van God en zichzelf. Een tekst die dit volkomen duidelijk maakt is de Inwijding in de achtste en negende sfeer.   